# Ladislav Cigánek
Ladislav Cigánek (* 17. ledna 1963 Brno) je český herec.
V roce 1987 vystudoval činoherní herectví na Janáčkově akademii múzických umění v Brně. Od roku 1989 byl v angažmá v Divadle bratří Mrštíků v Brně. V roce 1996 zanechal hraní v divadle a posléze se přestěhoval do Prahy.
V televizi hrál v 90. letech 20. století a počátkem 21. století v seriálech Detektiv Martin Tomsa, Konec velkých prázdnin, Hříšní lidé města brněnského a Četnické humoresky. V roce 2023 se objevil v seriálu Zlatá labuť. Představil se také ve filmu Saxána a Lexikon kouzel (2011).
Věnuje se převážně dabingu. Mezi jeho spjaté herce patří David Duchovny (např. Akta X), David James Elliott (např. JAG), Julian McMahon (např. Čarodějky) či Jason Statham, dále namlouval např. Alexandera Siddiga v prvním dabingu druhé a třetí řady seriálu Star Trek: Stanice Deep Space Nine či Roberta Duncana McNeilla v seriálu Star Trek: Vesmírná loď Voyager.